# Platja de Coedo
La Platja de Coedo és al concejo asturià de Navia i pertany a la localitat de Las Cortinas; i malgrat no estar emmarcada a la zona coneguda com a Paisatge Protegit de la Costa Occidental d'Astúries, presenta catalogació com ZEPA i LIC.
La platja té forma de cala, o petita badia, amb una longitud d'uns 50 m i una amplària mitjana d'uns 30-35 m. El seu entorn és rural, amb un grau d'urbanització mitjà i una perillositat baixa. L'accés per als vianants és d'uns cinc-cents m de longitud. El jaç està compost de sorres gruixudes i fosques. També hi ha grans lloses de pissarra. És una platja on a dalt el «ocle» amb una certa freqüència, arrencat i empès per les marees.
A la platja pot arribar-se per diversos camins però el més senzill és el que comença al costat d'un camp de futbol en Andés. A partir d'aquí cal prendre l'única carretera que es dirigeix cap al mar i al cap d'uns 700 m la carretera passa a ser pista rural, serpenteante, que acaba en un prat a través del qual s'arriba al centre de la platja. Des d'ella es pot albirar cap a l'est una roca de perfil peculiar que anomenen a la zona la roca de l'«Home de Foedo» o bé «Home de Foedo».
La platja manca de qualsevol servei, hi ha una desembocadura d'un rierol i les activitats recomanades són la pesca recreativa amb canya o la pesca submarina. És una platja adequada per anar amb tota la família.